# La vida era eso
La vida era eso es una película española dramática de 2021 dirigida por David Martín de los Santos y protagonizada por Petra Martínez y Anna Castillo. Estrenada en el 33.º Festival Internacional de Tokio y en la Sección Oficial del 17.º Festival Europeo de Sevilla (premio ASECAN a Mejor película y premio a Mejor actriz para Petra Martínez).
La vida era eso se estrenó comercialmente en diciembre de 2021 y fue un éxito de público y crítica. Obtuvo las nominaciones a Mejor dirección novel y Mejor actriz en los Premios Goya, y consiguió premios en los Feroz (Mejor actriz), Premios CEC (Mejor dirección novel), Premios Carmen de la Academia de Andalucía (Mejor dirección novel y Mejor actriz); además de ser premiada en el mencionado festival de Sevilla, Nantes, Transylvania, Marsella, Liverpool, Alejandría, Golden Rooster (China), Córcega, Abycine, Almería, Mérida, etc.

## Sinopsis
Dos mujeres españolas de distintas generaciones coinciden en la habitación de un hospital en Bélgica. María (Petra Martínez) vive allí desde hace décadas tras emigrar en su juventud, y Verónica (Anna Castillo) es una joven recién llegada en busca de las oportunidades que nunca encontró en España. Entre ellas se forja una peculiar amistad que llevará a María a emprender un viaje de vuelta al sur de España con una insólita misión. Lo que comienza como un viaje en busca de las raíces de Verónica, se convertirá en una oportunidad para cuestionarse ciertos principios en los que basó su vida.

## Reparto
- Petra Martínez como María
- Anna Castillo como Verónica
- Florin Piersic Jr. como Luca
- Ramón Barea como José
- Daniel Morilla como Juan
- María Isabel Díaz Lago como Iloveny
- Pilar Gómez como Conchi
- Annick Weerts como Elisa
- Christophe Miraval como Pedro
- Maarten Dannenberg como Julio
- Alina Nastase como Cristina

## Rodaje
El rodaje de la película comenzó en mayo de 2019 en Almería, trasladándose después a Gante (Bélgica).

## Estreno
La película participó en la Sección Oficial de la XVII edición del Festival de Cine Europeo de Sevilla, celebrado en noviembre de 2020. En mayo se anunció que la fecha de lanzamiento de la película en cines prevista era el 29 de octubre de 2021. A causa de la COVID-19, el estreno se retrasó al 11 de diciembre de ese mismo año.

## Premios y nominaciones
77.ª edición de las Medallas del Círculo de Escritores Cinematográficos
| Categoría           | Nominada                   | Resultado |
| ------------------- | -------------------------- | --------- |
| Mejor actriz        | Petra Martínez             | Nominada  |
| Director revelación | David Martín de los Santos | Ganador   |